# Същински призрачни жаби
Същинските призрачни жаби (Heleophryne) са род земноводни от семейство Призрачни жаби (Heleophrynidae).
Таксонът е описан за пръв път от английския зоолог Филип Склейтър през 1898 година.

## Видове
- Heleophryne depressa
- Heleophryne hewitti
- Heleophryne orientalis
- Heleophryne purcelli
- Heleophryne regis
- Heleophryne rosei – Глиненозелена жаба призрак